# V805 Aquilae
V805 Aquilae (V805 Aql / HD 177708 / HIP 93809) es una estrella binaria de magnitud aparente +7,58.
Está encuadrada en la constelación del Águila, cerca del límite con Sagitario.
De acuerdo a la nueva reducción de datos de paralaje del satélite Hipparcos, se encuentra a 548 años luz del sistema solar.
V805 Aquilae es una binaria cercana cuyo período orbital es de 2,4082 días.
La componente principal es una estrella de tipo espectral A2 cuya temperatura efectiva es de 8185 K.
17,8 veces más luminosa que el Sol, tiene una masa de 2,11 masas solares y un radio igual a 2,11 radios solares.
La componente secundaria, clasificada como de tipo A9, tiene una temperatura de 7178 K.
Su luminosidad es 7,2 veces superior a la luminosidad solar y tiene una masa un 63% mayor que la del Sol.
Igualmente se radió es un 75% más grande que el radio solar.
V805 Aquilae constituye una binaria eclipsante; durante el eclipse principal —cuando la estrella menos luminosa intercepta la luz de la estrella más luminosa— el brillo del sistema disminuye 0,64 magnitudes mientras que en el secundario el descenso del brillo es de 0,32 magnitudes.